# Naviraí
Naviraí là một đô thị thuộc bang Mato Grosso do Sul, Brasil. Đô thị này có diện tích 3193,839 km², dân số năm 2007 là 43404 người, mật độ 13,59 người/km².